# Argentata of Etna
Argentata of Etna — вид молочних кіз, що проживають навколо вулкана Етна в східній Сицилії, і походять з провінцій Катанія, Мессіна, Енна та Палермо. Походження цієї породи не дуже добре відоме, і сьогодні вона є дуже рідкісною. ЇЇ назва (італ. Argentata перекладається як срібло) походить від характерного забарвлення хутра: білий змішується з сіро-чорним.
Дана порода кіз в першу чергу розводиться для отримання молока, яке використовується у виробництві традиційних сирів у східній Сицилії.